# Sinalização decádica
A sinalização decádica era (e ainda pode ser) utilizada para o envio de informações - dados numéricos - do telefone para as centrais telefônicas automáticas. Estas informações permitiam a conexão do aparelho originador da chamada com o aparelho destino, identificado pelos números discados.
Originalmente esta sinalização era gerada por um "disco" que abria o circuito periodicamente gerando uma sequencia de pulsos de acordo com o número selecionado no disco telefônico.
Foi a discagem decádica que permitiu a automação das centrais, tornando desnecessária a intervenção de um operador para efetuar manualmente a comutação entre os assinantes.
Posteriormente o disco foi substituído por teclados que geravam as mesmas sequencias de pulsos.
Atualmente a maioria dos telefones utiliza a sinalização DTMF para envio do número chamado para a central. Ainda assim a sinalização decádica ainda é reconhecida pelas centrais, tanto analógicas quanto digitais. Muitos telefones com discos e sinalização decádica ainda são utilizados pelo mundo.